# Saison 5 de Two Broke Girls
Chronologie
Saison 4 Saison 6
Cet article présente le guide des épisodes de la cinquième saison de la série télévisée américaine Two Broke Girls (2 Broke Girls).

## Synopsis
Max, une serveuse travailleuse, se retrouve à aider Caroline, une nouvelle au restaurant autrefois richissime, mais ayant tout perdu à la suite des fraudes de son père. Max propose à Caroline d'être sa nouvelle colocataire.

## Généralités
- Aux États-Unis, cette saison a été diffusée entre le 12 novembre 2015 et le 12 mai 2016 sur CBS.
- Au Canada, elle a été diffusée en simultané sur le réseau Citytv.
- En France, elle a été diffusée entre le 8 octobre 2016 et le 26 novembre 2016 sur OCS Max.
- En Suisse, elle a été diffusée entre le 24 avril 2017 et le 24 mai 2017 sur RTS Un.
- Cette saison est inédite au Québec et en Belgique.

## Distribution

### Acteurs principaux
- Kat Dennings (VF : Anne Dolan) : Max Black
- Beth Behrs (VF : Lydia Cherton) : Caroline Channing
- Garrett Morris (VF : Hervé Furic) : Earl
- Matthew Moy (en) (VF : Vincent de Bouard) : Han Lee
- Jonathan Kite (en) (VF : Loïc Houdré) : Oleg
- Jennifer Coolidge (VF : Carole Franck) : Sophie

### Invités
- Ryan Hansen (VF : Emmanuel Lemire) : Andy (épisode 3)
- Ed Quinn (VF : Julien Meunier) : Randy (dès l'épisode 13)
- Steven Weber (VF : Serge Faliu) : Martin Channing (épisode 17)

## Épisodes

### Épisode 1:Et la démolition
- États-Unis /  Canada : 12 novembre 2015 sur CBS[1] / Citytv
- France : 8 octobre 2016 sur OCS Max[2]
- Suisse : 24 avril 2017 sur RTS Un
- Québec : 8 janvier 2018 sur VRAK[3]

- États-Unis : 6,34 millions de téléspectateurs[4] (première diffusion)

- Regan Burns (Dannon)
- Jonathan Schmock (Real Estate Developer)
- Gail Borges (Commissioner)
- Lorna Scott (Cathy)
- Melanie Mosley (Gang Girl #1)

Un homme qui organise une visite guidée de Williamsburg dit aux filles que leur boutique de cupcakes va bientôt fermer.
Elles apprennent par la suite que tout le quartier va être remplacé par un complexe cinématographique. Aidées de Han, elles vont tout faire pour défendre les commerces qui s'y trouvent.

### Épisode 2:Et le bar à jus
- États-Unis /  Canada : 19 novembre 2015 sur CBS / Citytv
- France : 8 octobre 2016 sur OCS Max
- Suisse : 25 avril 2017 sur RTS Un
- Québec : 15 janvier 2018 sur VRAK

- États-Unis : 6,42 millions de téléspectateurs[5] (première diffusion)

- Leslie Grossman (Amy)
- Arden Myrin (Jodie)
- Tip Scarry (Brian)
- Carla Jiminez (Raquel)
- Tommy Mountain (Schiller)
- Melissa Christine (Smoothie Girl)

La douche de Max et Caroline ne fonctionne plus, elles vont alors utiliser les douches du club de fitness de Han et se font engager au bar à jus afin de continuer de les utiliser et de profiter des activités.
Seulement, deux autres membres, jalousent de Caroline qui se fait draguer par un des coachs, essayent de les faire partir.

### Épisode 3:Et le bébé peut-être
- États-Unis /  Canada : 26 novembre 2015 sur CBS / Citytv
- France : 8 octobre 2016 sur OCS Max
- Suisse : 26 avril 2017 sur RTS Un
- Québec : 22 janvier 2018 sur VRAK

- États-Unis : 5,93 millions de téléspectateurs[6] (première diffusion)

- Ryan Hansen (Andy)
- Valerie Azlynn (Romy)
- Andy Favreau (Geoff)
- Cesar Cipriano (Chef Helper)

Les filles croisent Andy qui leur annonce qu'il va se marier. Caroline qui fait tout pour montrer que ça ne la dérange pas, lui propose de s'occuper du gâteau. Lors de la dégustation, Max et Caroline finissent par se faire inviter au mariage.

### Épisode 4:Et la colère des gays
- États-Unis /  Canada : 10 décembre 2015 sur CBS / Citytv
- France : 15 octobre 2016 sur OCS Max
- Suisse : 27 avril 2017 sur RTS Un
- Québec : 29 janvier 2018 sur VRAK

- États-Unis : 5,70 millions de téléspectateurs[7] (première diffusion)

- Michael Cyril Creighton (I)
- Travis Schuldt (Terry)
- Kevin Meaney (Brother Dan)
- Chad Michaels (Cher Impersonator)
- Jimmy Wachter (Barbra Impersonator)
- Eileen O'Connell (Ruth Ann)
- Caroline O'Neil (Peggy)
- Amir Levi (Show Tune Gay)
- Steven Moriarty (Diner Cook)

### Épisode 5:Et le jeu de l'évasion
- États-Unis /  Canada : 17 décembre 2015 sur CBS / Citytv
- France : 15 octobre 2016 sur OCS Max
- Suisse : 28 avril 2017 sur RTS Un
- Québec : 5 février 2018 sur VRAK

- États-Unis : 6,92 millions de téléspectateurs[8] (première diffusion)
- Canada : 833 000 téléspectateurs[9] (première diffusion + différé 7 jours)

- John Milhiser (Randy)
- Christopher Rivas (Mookie)
- Ben Stillwell (Preppy Teen)
- Charan Prabhakar (Delivery Guy)

Han voulant créer une cohésion d'équipe avec ses employés, décide de les réunir pour un escape game. Seulement, ils finissent par être réellement enfermés.

### Épisode 6:Et le pas tout à fait normal en dessous
- États-Unis /  Canada : 6 janvier 2016 sur CBS[10] / Citytv
- France : 15 octobre 2016 sur OCS Max
- Suisse : 2 mai 2017 sur RTS Un
- Québec : 12 février 2018 sur VRAK

- États-Unis : 6,29 millions de téléspectateurs[11] (première diffusion)

- Steve Talley (Owen)
- Dink O'Neal (Dr Serden)

Max rencontre un homme qui préfère la connaître avant de coucher avec elle, car, il dit avoir quelque chose de différent concernant ses parties intimes.

### Épisode 7:Et le déjeuner en grandes pompes
- États-Unis /  Canada : 13 janvier 2016 sur CBS / Citytv
- France : 22 octobre 2016 sur OCS Max
- Suisse : 3 mai 2017 sur RTS Un
- Québec : 19 février 2018 sur VRAK

- États-Unis : 6,52 millions de téléspectateurs[12] (première diffusion)

- Judith Roberts (Astrid)
- Edward Hibbert (Bernard)
- Millicent Martin (Gertrude)

### Épisode 8:Et les fans de basketball
- États-Unis /  Canada : 20 janvier 2016 sur CBS / Citytv
- France : 22 octobre 2016 sur OCS Max
- Suisse : 4 mai 2017 sur RTS Un
- Québec : 26 février 2018 sur VRAK

- États-Unis : 6,64 millions de téléspectateurs[13] (première diffusion)

- Lynne Marie Stewart (June)
- Tawny Newsome (Chrissy)
- Susan Berger (Dianne)
- Matt Lasky (Gortak)
- Londale Theus Jr. (Player 1)
- Dean Sharpe (Player 2)
- Alan Heitz (Usher)
- Michael Earl Reid (Homeless Guy)
- Cody Murray (Interviewer)

### Épisode 9:Et le sax aphone
- États-Unis /  Canada : 27 janvier 2016 sur CBS / Citytv
- France : 22 octobre 2016 sur OCS Max
- Suisse : 5 mai 2017 sur RTS Un
- Québec : 5 mars 2018 sur VRAK

- États-Unis : 6,63 millions de téléspectateurs[14] (première diffusion)

- Jackée Harry (Ruby)
- Carlos Antoni (Deuce)
- Percy Smith (Barry)
- Shelby Rabara (Girlfriend)

### Épisode 10:Et les nouveaux non amis
- États-Unis /  Canada : 3 février 2016 sur CBS / Citytv
- France : 29 octobre 2016 sur OCS Max
- Suisse : 8 mai 2017 sur RTS Un
- Québec : 12 mars 2018 sur VRAK

- États-Unis : 6,34 millions de téléspectateurs[15] (première diffusion)
- Canada : 961 000 téléspectateurs[16] (première diffusion + différé 7 jours)

- Mo Gaffney (Elaine)
- Meryl Hathaway (Rachael)
- Diona Reasonover (Becky)
- John Hartman (Topher)
- Corey Allen Kotler (Guy)
- Casey O'Keefe (Woman)
- Lawrence Kao (Hipster)

### Épisode 11:Et le rassemblement de geeks
- États-Unis /  Canada : 10 février 2016 sur CBS / Citytv
- France : 29 octobre 2016 sur OCS Max
- Suisse : 9 mai 2017 sur RTS Un
- Québec : 19 mars 2018 sur VRAK

- États-Unis : 6,36 millions de téléspectateurs[17] (première diffusion)

- Bryan Callen (Tony)
- Betsy Sodaro (Eunice)
- Dominic Burgess (Ned)
- Josh Sharp (Glasses Nerd)
- Brett Maline (Short Thin Nerd)
- Brian McGrath (Fan Boy)
- Feraz Ozel (Game Con Guy)
- Courtenay Taylor (Death Bitch)
- David Kaye (Narrator)

### Épisode 12:Et les histoires personnelles
- États-Unis /  Canada : 18 février 2016 sur CBS[18] / Citytv
- France : 29 octobre 2016 sur OCS Max
- Suisse : 10 mai 2017 sur RTS Un
- Québec : 26 mars 2018 sur VRAK

- États-Unis : 6,4 millions de téléspectateurs [19] (première diffusion)

- Miles Fisher (Adam)
- Eric Price (Emcee)
- Barret Swatek (Nina)
- Jacob Guenther (Justin)
- Blair Beekan (Ticket Woman)
- Ellie Reed (Claire)
- Belinda Gosbee (Tawny)
- Carin Chea (Woman Story Teller)
- Erin Manker (Woman)

### Épisode 13:Et la valise perdue...
- États-Unis /  Canada : 25 février 2016 sur CBS / Citytv
- France : 5 novembre 2016 sur OCS Max
- Suisse : 11 mai 2017 sur RTS Un
- Québec : 2 avril 2018 sur VRAK

- États-Unis : 6,56 millions de téléspectateurs[20] (première diffusion)

- Ed Quinn (Randy)
- Alec Mapa (Lawrence)
- Barret Swatek (Nina)
- Chris Williams (Perry)
- Wesley Mann (Claude)
- Nikki Tuazon (Quan)

### Épisode 14:Et les scénaristes
- États-Unis /  Canada : 3 mars 2016 sur CBS / Citytv
- France : 5 novembre 2016 sur OCS Max
- Suisse : 12 mai 2017 sur RTS Un
- Québec : 9 avril 2018 sur VRAK

- États-Unis : 6,74 millions de téléspectateurs[21] (première diffusion)

- Ed Quinn (Randy)
- George Hamilton (Bob)
- Chris Williams (Perry)
- Alison Rich (Leslie)
- Skyler Stone (Jason)
- Emily Churchill (Contestant Picker)
- Carlos Santos (Server)

### Épisode 15:Et le panneau Hollywood
- États-Unis /  Canada : 10 mars 2016 sur CBS / Citytv
- France : 5 novembre 2016 sur OCS Max
- Suisse : 15 mai 2017 sur RTS Un
- Québec : 16 avril 2018 sur VRAK

- États-Unis : 6,54 millions de téléspectateurs[22] (première diffusion)

- Ed Quinn (Randy)
- Lidia Porto (Ana)
- Mikey Kelley (Police)
- Bobby Reed (Walter Gary Vance)

### Épisode 16:Et le disco-bus de la honte...
- États-Unis /  Canada : 31 mars 2016 sur CBS / Citytv
- France : 12 novembre 2016 sur OCS Max
- Suisse : 16 mai 2017 sur RTS Un
- Québec : 23 avril 2018 sur VRAK

- États-Unis : 5,69 millions de téléspectateurs[23] (première diffusion)

- John Michael Higgins (Elliot)
- Ed Quinn (Randy)
- Deborah Theaker (Audra)
- Lou Beatty Jr. (Bert)
- Helen Hong (Mary)
- Carlos Santos (Server)

### Épisode 17:Et le gâteau de révélation du genre
- États-Unis /  Canada : 7 avril 2016 sur CBS / Citytv
- France : 12 novembre 2016 sur OCS Max
- Suisse : 17 mai 2017 sur RTS Un
- Québec : 30 avril 2018 sur VRAK

- États-Unis : 5,87 millions de téléspectateurs[24] (première diffusion)

- Steven Weber (Martin Channing)
- Robert Costanzo (Luigi)
- Earl T. Kim (Singing Inmate #1)
- Daniel Lujan (Singing Inmate #2)
- Aaron Braxton (Singing Inmate #3)
- Herschel Sparber (Singing Inmate #4)
- Craig Ricci Shaynak (Singing Inmate #5)
- Geoggrey Dwyer (Singing Inmate #6)

### Épisode 18:Et la porte dérobée
- États-Unis /  Canada : 14 avril 2016 sur CBS / Citytv
- France : 12 novembre 2016 sur OCS Max
- Suisse : 18 mai 2017 sur RTS Un
- Québec : 7 mai 2018 sur VRAK

- États-Unis : 6,25 millions de téléspectateurs[25] (première diffusion)

- Ed Quinn (Randy)
- Camille Chen (Evie)

### Épisode 19:Et l'attaque de l'appartement tueur...
- États-Unis /  Canada : 21 avril 2016 sur CBS / Citytv
- France : 19 novembre 2016 sur OCS Max
- Suisse : 19 mai 2017 sur RTS Un

- États-Unis : 6,93 millions de téléspectateurs[26] (première diffusion)

- Ed Quinn (Randy)
- Steve Agee (Nurse)
- Wes McGee (Massage Therapist)
- Michael Edelstein (Landlord)

### Épisode 20:Et le cabinet d'avocats
- États-Unis /  Canada : 28 avril 2016 sur CBS / Citytv
- France : 19 novembre 2016 sur OCS Max
- Suisse : 22 mai 2017 sur RTS Un
- Québec : 26 mai 2018 sur VRAK

- États-Unis : 6,61 millions de téléspectateurs[27] (première diffusion)

- Ed Quinn (Randy)
- Tricia O'Kelley (Marissa)
- Jerry Trainor (Lenin)
- Amy Farrington (Leila)
- Shulie Cowen (Lei)
- Jerry Ying (Customer)

### Épisode 21:Et les trente centimètres
- États-Unis /  Canada : 5 mai 2016 sur CBS / Citytv
- France : 26 novembre 2016 sur OCS Max
- Suisse : 23 mai 2017 sur RTS Un

- États-Unis : 6,67 millions de téléspectateurs[28] (première diffusion)

- Ed Quinn (Randy)
- Lisa Lampanelli (Angie)
- Nadya Ginsburg (Michelle)
- Anthony Marciona (Angelo)
- Jay Brian Winnick (Jimmy)
- Karen Huie (Customer)
- Arly Marin (Construction Worker)

### Épisode 22:Et le grand pari
- États-Unis /  Canada : 12 mai 2016 sur CBS[29] / Citytv
- France : 26 novembre 2016 sur OCS Max
- Suisse : 24 mai 2017 sur RTS Un

- États-Unis : 6,99 millions de téléspectateurs[30] (première diffusion)

- Ed Quinn (Randy)
- Jimmie Saito (Hiwang)
- Bo Barrett (Ken)
- Hash Patel (Customer)